# Friedrich Adolf Trendelenburg
Friedrich Adolf Trendelenburg (ur. 30 listopada 1802 w Eutin, zm. 24 stycznia 1872 w Berlinie) – niemiecki filozof, filolog i pedagog. Był reprezentantem i zwolennikiem filozofii Arystotelesa i znanym krytykiem Kanta i Hegla. Jako jeden z pierwszych zwrócił uwagę na lukę teorii czasu i przestrzeni Kanta, zwaną Trendelenburgsche Lücke (luka Trendelenburga). Jego synem był chirurg Friedrich Trendelenburg. W 1872 otrzymał Pour le Mérite za Naukę i Sztukę